# Заједно за Шумадију
Заједно за Шумадију је децентралистичка политичка странка либералне деснице у Србији. Залаже се за државу региона и дводомни парламент, убрзани привредни развој Србије и хитне евроатлантске интеграције. 
Председник странке је био Верољуб Стевановић, градоначелник Крагујевца који је током 2013. и 2014. године био заменик председника Уједињених региона Србије.
Од 2015. године странка је постала поново активна, да би се 2020. удружила у новонасталу Здраву Србију Милана Стаматовића, где је Верољуб на позицији потпредседника.
Недуго потом странка се поново издваја и од јануара 2022. године прикључила се коалицији Национална демократска алтернатива и подржала Милоша Јовановића за председничког кандидата на предстојећим изборима.

## Историја

### Заједно за Крагујевац
Заједно за Крагујевац и њен председник Верољуб Стевановић су зачетници трећег таласа на српској политичкој сцени.
Настала је из опозиционог покрета деведесетих година прошлог века, односно Коалиције Заједно која је победила на локалним изборима 1996. године у готово свим српским градовима и општинама. Та коалиција је успешно водила Крагујевац у временима краја Милошевићевог ауторитарног режима а Верољуб Стевановић је оцењен од грађана и од међународних демократских институција као најбољи градоначелник. 
ДОС у Крагујевцу је после петооктобарских промена одбио сарадњу са другорангираном, по броју нешто мање освојених гласова, демократском Коалицијом Заједно за Крагујевац и она постаје опозиција. На Митровдан 2002. године, Коалиција Заједно прераста у политичку организацију Заједно за Крагујевац.
Заједно за Крагујевац побеђује на локалним изборима 2004. године. Идеју Заједно сада почиње да спроводи политичка организација коју чине: Градски одбор СДПО у Крагујевцу, Шумадијска народна странка, Регионални одбор лиге за заштиту приватне својине и људских права, Шумадијски културни центар, бројне струковне, завичајне, омладинске и студентске организације, угледни ванстраначки појединци. Заједно за Крагујевац доводи Крагујевац на корак до другог места у Србији, после Београда.
На последњим изборима 2008. године Заједно за Крагујевац склапа предизборни савез са странком Г17 плус и наступа у оквиру листе За европску Србију — Борис Тадић. Кампања је вођена под слоганом Сви Заједно за Крагујевац. На локалним изборима осваја 44 процената и 41 мандат, што је готово натполовична већина у градској скупштини. Верољуб Верко Стевановић, председник и потпредседник Саша Миленић, постају народни посланици Заједно за Крагујевац и странка постаје парламентарна.

### Заједно за Шумадију
Дана 10. јуна 2008. године почиње процес оснивања нове политичке партије под радним називом Заједно за Шумадију. Реч је о модерној, децентралистичкој партији либералне деснице која свој програм базира на начелима децентрализације и убрзаног економског развоја. У Крагујевцу је 11. октобра 2008. године конституисан Иницијативни одбор Заједно за Шумадију, што је означило почетак припрема оснивачког конгреса нове партије у 2009. години. У Иницијативни одбор су ушли представници организација Заједно Верољуб Верко Стевановић које су после локалних избора формирали власт у Баточини, Книћу, Рековцу, затим основане организације Заједно из Смедеревске Паланке, Чачка (ГГ за Чачак ), Трстеника, Крушевца, Соко Бање, Александровца, Аранђеловца, Горњег Милановца, Тополе.
Оснивачки конгрес Заједно за Шумадију је одржан 2. маја 2009. године у Крагујевцу.
Верољуб Стевановић је једногласно изабран на Оснивачком конгресу Заједно за Шумадију, који је одржан под слоганом Шумадија усред света, а на коме је присуствовало 460 делегата из 15 градских и општинских одбора. За потпредседнике ЗАЈЕДНО ЗА ШУМАДИЈУ, на предлог Иницијативног одбора, Конгрес је једногласно изабрао: Сашу Миленића, дипломираног филозофа из Крагујевца, народног посланика и Председника Скупштине града Крагујевца, Небојшу Васиљевића, дипломираног правника из Крагујевца, члана Градског већа Крагујевца задуженог за инвестиције и развој и Бранка Лазовића, дипломираног машинског инжењера из Чачка.
Заједно за Шумадију, на листи коалиције За демократску Србију, у Народној скупштини Републике Србије има два посланика: Верољуба Стевановића, градоначелника града Крагујевца и Сашу Миленића, председника Скупштине града Крагујевца.

## Програм
Основу програма Заједно за Шумадију, чине:
- Децентрализација,
- Евроатлантске интеграције,
- Економски препород у циљу стварања јаке националне економије, као једине реалне основе социјално одговорне државе.[11]

## Управни одбор
- Верољуб Стевановић, председник, Заједно за Крагујевац
- Бранко Лазовић, потпредседник, Заједно за Чачак
- Саша Миленић, потпредседник, Заједно за Крагујевац
- Небојша Васиљевић, потпредседник, Заједно за Крагујевац
- Горан Јовановић, Смедеревска Паланка
- Миладин Лазовић, Чачак
- Зоран Ђокић, Крушевац
- Драган Гачић, Горњи Милановац
- Жељко Кушић, Топола
- проф. др Александар Живановић, Крагујевац
- Славица Савељић, Крагујевац
- Срђан Биорац, Баточина
- Нада Милићевић, Крагујевац
- Милан Марковић, Крагујевац
- Ивица Самаиловић, Крагујевац
- Златко Милић, директор странке
- Зоран Палчић, шеф Информативног центра

## Председништво
- Верољуб Стевановић — ЗАЈЕДНО ЗА КРАГУЈЕВАЦ, Крагујевац
- Саша Миленић — ЗАЈЕДНО ЗА КРАГУЈЕВАЦ, Крагујевац
- Небојша Васиљевић — ЗАЈЕДНО ЗА КРАГУЈЕВАЦ, Крагујевац
- Бранко Лазовић — ЗАЈЕДНО ЗА ЧАЧАК, Чачак
- Градимир Јовановић — ЗАЈЕДНО ЗА ТРСТЕНИК, Трстеник
- Данијел Јовановић — ЗАЈЕДНО ЗА АЛЕКСАНДРОВАЦ, Александровац
- Адам Ђокић — ЗАЈЕДНО ЗА ВАРВАРИН, Варварин
- Драган Мишовић — ЗАЈЕДНО ЗА КНИЋ И ГРУЖУ, Кнић
- Драган Гачић — ЗАЈЕДНО ЗА ГОРЊИ МИЛАНОВАЦ, Горњи Милановац
- Милан Ивковић — ЗАЈЕДНО ЗА ТОПОЛУ, Топола
- Елена Миливојевић — ЗАЈЕДНО ЗА АРАНЂЕНОВАЦ, Аранђеловац
- Милан Митровић — ЗАЈЕДНО ЗА ЛЕВАЧ, Рековац
- Горан Јовановић — ЗАЈЕДНО ЗА ПАЛАНКУ, Смедеревска Паланка
- Срђан Биорац — ЗАЈЕДНО ЗА БАТОЧИНУ, Баточина
- Слободан Јакшић — ЗАЈЕДНО ЗА ЧАЧАК, Чачак
- Дејан Ивановић — ЗАЈЕДНО ЗА СОКОБАЊУ, Сокобања
- Срђан Видојевић — ЗАЈЕДНО ЗА РАЧУ, Рача

## Председници програмских савета Заједно за Шумадију
- Политички савет
  - Мр Драган Јевтовић, члан Председништва Заједно за Крагујевац
- Савет за пољопривреду и развој села
  - Др Снежана Живановић Катић, помоћник градоначелника Крагујевца
- Савет за културу
  - Мр Миша Милосављевић, председник ИО Заједно за Краљево
- Савет за екологију
  - Мр Милорад Милошев, сарадник у настави на Медицинском факултету у Крагујевцу
- Савет за родну равноправност
  - Мирјана Стеванић, заменик председника Комисије за родну равноправност града Крагујевца
- Савет за локалну самоуправу
  - Срђан Биорац, помоћник председника Општине Баточина за регионалну сарадњу и развој

## Галерија
- Заједно за Крагујевац, предизборна кампања 2004.
- Верољуб Стевановић
- Саша Миленић